# Бениц
Бениц (нем. Benitz) — община в Германии, в земле Мекленбург-Передняя Померания.
Входит в состав района Бад-Доберан. Подчиняется управлению Шван.  Население составляет 363 человека (на 31 декабря 2010 года). Занимает площадь 9,50 км².